# Distretto di Montero
Il distretto di Montero è un distretto del Perù, facente parte della provincia di Ayabaca, nella regione di Piura.